# Bagneux - Lucie Aubrac

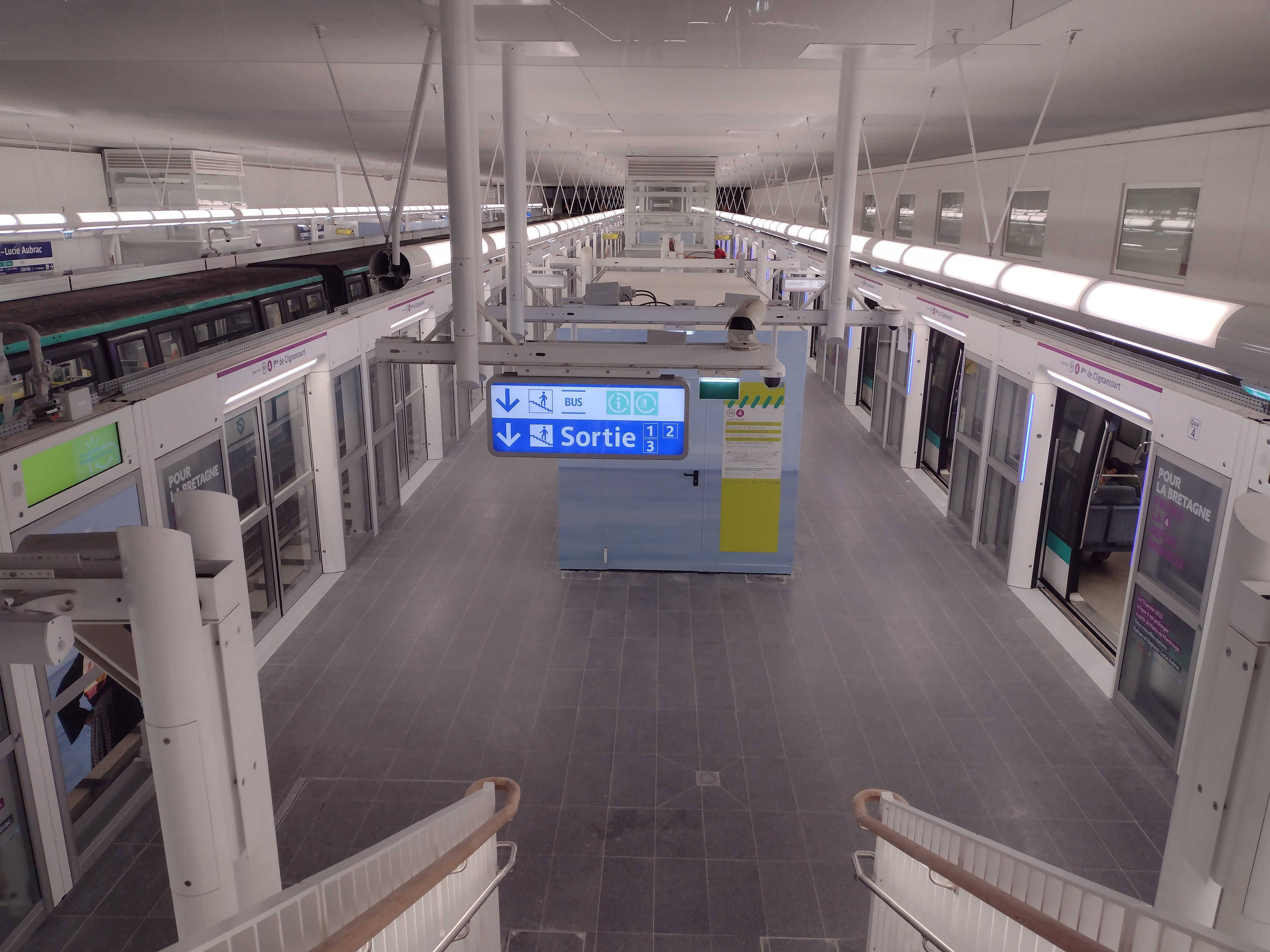

Bagneux - Lucie Aubrac is een metrostation in Bagneux, een zuidelijke voorstad van de Franse hoofdstad Parijs. Het station is sinds de ingebruikname op 13 januari 2022 het zuidelijke eindstation van de lijn 4 van de metro van Parijs. Het station maakt deel uit van de tweede uitbreiding van lijn 4 sinds de aanleg waarbij samen met het station Barbara het traject ruim een kilometer verder zuidwaarts werd doorgetrokken.  Het station is het 306e station van de metro van Parijs.
Het station is ook voorzien vanaf circa 2025 bediend te worden door de Parijse metrolijn 15, de lusvormige metrolijn in aanleg die de kern vormt van het mobiliteitsproject Grand Paris Express.
Met het station wordt eer betuigd aan de Joods-Franse verzetsstrijdster, lerares en activiste Lucie Aubrac, het station is ook gelegen aan het plein place Lucie Aubrac. In het station zijn twee kunstwerken die Lucie Aubrac portretteren, beide van de hand van de Franse kunstenaar C215.
Porte de Clignancourt · 
Simplon · 
Marcadet - Poissonniers · 
Château Rouge · 
Barbès - Rochechouart · 
Gare du Nord · 
Gare de l'Est · 
Château d'Eau · 
Strasbourg - Saint-Denis · 
Réaumur - Sébastopol · 
Étienne Marcel · 
Les Halles · 
Châtelet · 
Cité · 
Saint-Michel · 
Odéon · 
Saint-Germain-des-Prés · 
Saint-Sulpice · 
Saint-Placide · 
Montparnasse - Bienvenüe · 
Vavin · 
Raspail · 
Denfert-Rochereau · 
Mouton-Duvernet · 
Alésia · 
Porte d'Orléans ·
Mairie de Montrouge ·
Barbara ·
Bagneux - Lucie Aubrac